# Philipp Wilhelm Friedrich von Dorndorf
Philipp Wilhelm Friedrich von Dorndorf (* 28. Mai 1827 in Osnabrück; † 8. Mai 1901 in Hannover) war königlich hannoverscher Rittmeister, später königlich preußischer Generalleutnant und als solcher zuletzt Kommandeur der 1. Infanteriebrigade. Er wurde 1887 in Preußen nobilitiert.

## Herkunft
Seine Eltern waren der hannoversche Major Friedrich Dorndorf († 22. April 1863) und dessen Ehefrau Artemise Diedrichs († 22. Februar 1874).

## Leben
Er erhielt seine Schulbildung auf dem Gymnasium in Osnabrück und kam anschließend am 5. Juni 1844 als Kadett nach Hannover. Von dort wurde er am 1. Mai 1846 als Kadettensergeant in das hannoversche 6. Infanterieregiment versetzt. Bereits am 2. November 1846 kam er als Seconde-Lieutenant mit Patent zum 19. September 1846 in das Leib-Infanterieregiment. Während der Märzrevolution war er vom 25. Mai bis zum 10. September 1848 zur Besetzung der Strandbatterien an die Elbe kommandiert und vom 26. Oktober bis zum 2. Januar 1849 zu den Bundestruppen in die thüringischen Herzogtümern. Im Jahr 1849 kämpfte er während des ersten schleswigschen Krieges in dem Gefecht bei Ulderup, wofür er den Guelphen-Orden 4. Klasse erhielt. Am 1. Januar 1855 wurde er dann als Premier-Lieutenant mit Patent zum 18. Dezember 1854 in die Garde du Corps versetzt, wo er als Regimentsquartiermeister diente. Am 29. November 1859 stieg er dort zum Rittmeister auf. Während des Deutschen Krieges von 1866 kämpfte er in der Schlacht bei Langensalza gegen die Preußen. Nach der Niederlage des Königreichs Hannover und der Annexion durch Preußen, wurde die hannoversche Armee aufgelöst und auch Dorndorf am 31. Dezember 1866 entlassen.
Daher wechselte er am 9. März 1867 in die preußische Armee, wo er als Hauptmann in das 64. Infanterieregiment aggregiert wurde. Bereits am 11. April 1867 wurde er auch Kompaniechef und am 18. Januar 1870 zum Major befördert. Während des Deutsch-Französischen Krieges kam er dann am 17. August 1870 zum Kommandeur des I. Bataillons ernannt und kämpfte während des Feldzuges in den Schlachten bei Vionville, Gravelotte, Orleans, Artenay und Le Mans. Ferner nahm er an der Belagerung von Metz teil sowie an den Gefechten bei Nancray, Azay, Epuisay, Montaille und Change. Dafür erhielt er am 13. September 1870 das Eiserne Kreuz 2. Klasse und am 15. April 1871 das Eiserne Kreuz 1. Klasse.
Nach dem Krieg wurde er am 18. Januar 1875 zum Oberstleutnant befördert und am 12. Januar 1878 als Kommandeur in das 60. Infanterieregiment versetzt. Am 18. April 1878 stieg er dort zum Oberst auf, wurde am 6. Dezember 1883 zum Generalmajor befördert und zeitgleich als Kommandeur in die 1. Infanterie-Brigade versetzt. Er erhielt am 23. Januar 1887 den Roten Adlerorden 2. Klasse mit Eichenlaub und wurde am 8. März 1887 mit Pension zur Disposition gestellt, außerdem wurde er in den erblichen Adelstand erhoben.
Noch am 22. März 1896 bekam er den Charakter als Generalleutnant und am 24. Januar 1899 den Stern zum Roten Adlerorden. Er starb am 8. Mai 1901 in Hannover.

## Familie
Dorndorf heiratete  Marie Luise Klara Dammert (* 24. März 1835). Das Paar hatte mehrere Kinder:
- Friedrich Heinrich Julius (* 11. März 1858), Hauptmann
- Luise Sophie Artemisie (* 23. Juli 1860; † 13. März 1867)
- Max Bernhard Adolf (* 15. Juni 1868)